# نایجل منسل
نایجل منسل (انگلیسی: Nigel Mansell) راننده انگلیسی که موفق به کسب عنوان قهرمانی جهان در مسابقات فرمول یک در سال ۱۹۹۲ و قهرمانی در مسابقات CART Indy Car در سال ۱۹۹۳ گردید. او اولین راننده جهان به شمار می‌رود که قهرمانی در دو رقابت جهانی متفاوت در اتومبیل رانی به دست آورد. وی در ۱۵ فصل از قهرمانی فرمول یک حضور داشت که در دو دوره از رقابت‌ها در صدر جدول امتیازدهی قرار گرفت.
نایجل منسل دومین راننده موفق انگلیس به شمار می‌رود که در مجموع ۳۱ پیروزی کسب کرد. همچنین در جدول کلی رانندگان فرمول یک، نایجل هفتمین راننده از نظر تعداد عنوان پیروزی در مسابقات گردید و افرادی مانند مایکل شوماخر، آیرتون سنا، سباستین فتل، مکس ورستاپن و لوئیز همیلتون در مکان بالاتری نسبت به وی قرار دارند. آخرین حضور منسل در یک رقابت بین‌المللی مهم به سال ۲۰۰۵ بازمی‌گردد که وی توانست عنوان قهرمانی Grand Prix Masters در این سال را به دست آورد.